# Iga

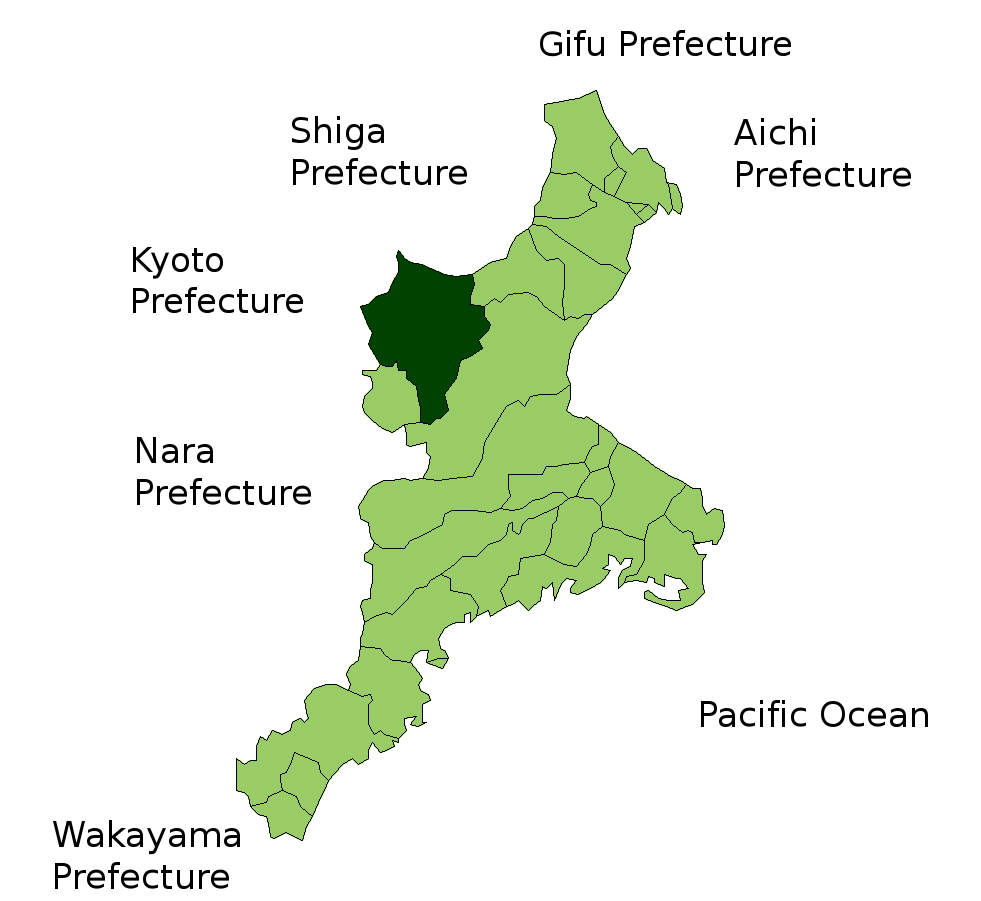

Iga (糸島市 Iga-shi?) este un municipiu din Japonia, prefectura Mie.

## Personalități

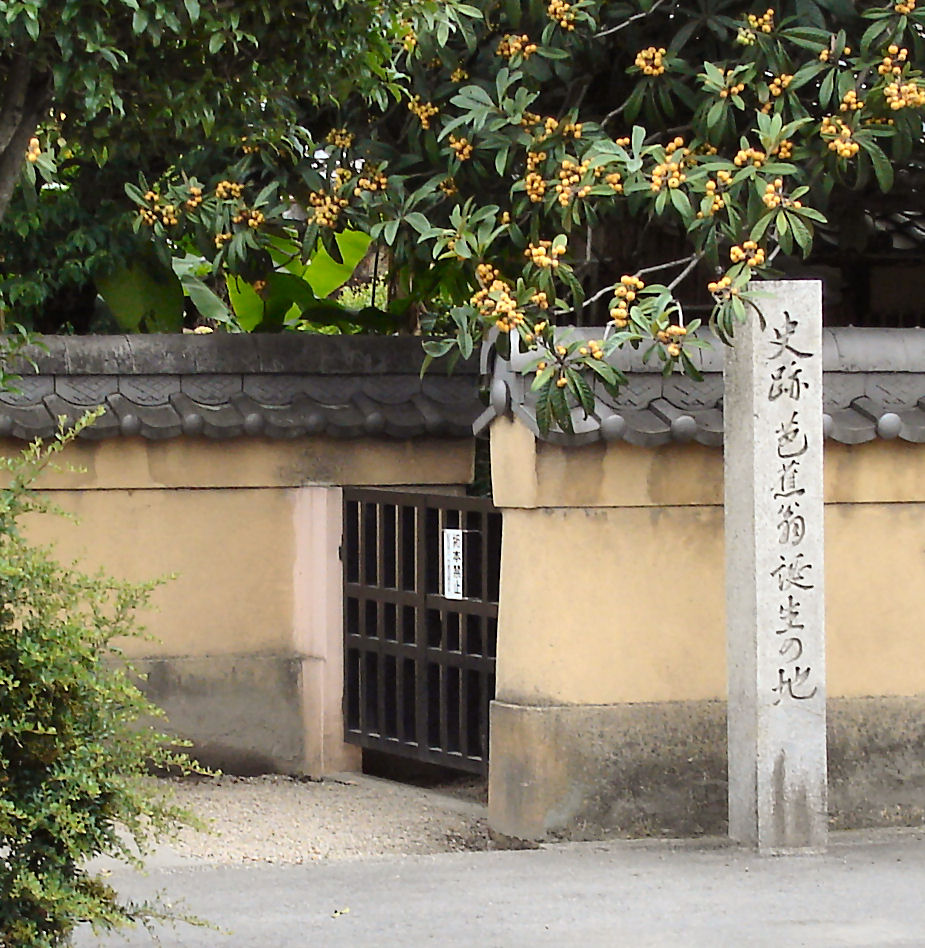
locul presupus al nasterii lui Matsuo Bashō

- În municipiul Iga (pe atunci provincia Iga) s-a născut poetul japonez Bashō Matsuo (1644-1694).
- În Perioada Sengoku, această regiune a fost cunoscută ca un centru de arta marțială ninjutsu (vezi și Ninja).